# Si me queréis, irse
«Si me queréis, irse» es una frase pronunciada por la actriz y cantante española Lola Flores, que caló en el imaginario colectivo y se ha integrado en el habla popular en España, como invitación para que alguien abandone un lugar.

## Contexto
La frase fue pronunciada el 25 de agosto de 1983 en la Iglesia de la Encarnación de Marbella. En el templo estaba a punto de oficiarse la boda entre la hija de Lola Flores, Lolita, y el argentino Guillermo Furiase. La enorme popularidad de los contrayentes y sobre todo de su madre, provocó que se agolpara en el interior del recinto una ingente cantidad de vecinos y curiosos cercana a las 5.000 personas. Tal aglomeración impedía el correcto desarrollo de la ceremonia. Ante el visible nerviosismo de los contrayentes y sus familiares, Lola Flores optó por dirigirse a los asistentes para que abandonaran la Iglesia, en los siguientes términos:
Mi hija no se puede casar. Así que si me queréis a mí, marcharse. Si me queréis algo, irse. Hay que sacar a la gente, o no se casa.
La muchedumbre no atendió la petición y finalmente el enlace tuvo que celebrarse en el despacho del párroco.

## Popularidad
La frase caló en el habla popular y ha seguido usándose, en tono humorístico, para solicitar que alguien abandone un lugar. Se emplea asiduamente tanto en el idioma hablado como en prensa escrita.

## Gramática
La frase fue construida en un momento de exaltación de Lola Flores, y dentro del contexto de las diferentes hablas andaluzas es correcta y comprensible para una persona andaluzohablante. No obstante, según el criterio del uso del castellano de la Real Academia Española, la expresión adecuada en lengua castellana es «Si me queréis, iros», «Si me queréis, idos» o «Si me quieren, váyanse».

## En la cultura popular
La escena real con la célebre frase fue recreada para uno de los capítulos de la serie de Televisión Española Cuéntame cómo pasó, emitido en febrero de 2015.
También se cita esta frase con otros dichos famosos de Lola Flores en la canción Al Lerele del grupo Sarassas Music, liderado por el artista español Fabio McNamara y Antonio Villa-Toro.